# 7011 Worley
7011 Worley è un asteroide della fascia principale. Scoperto nel 1987, presenta un'orbita caratterizzata da un semiasse maggiore pari a 2,2757608 UA e da un'eccentricità di 0,1541808, inclinata di 5,71385° rispetto all'eclittica.